# John A. Carroll
John Albert Carroll, född 30 juli 1901 i Denver, Colorado, död 31 augusti 1983 i Denver, Colorado, var en amerikansk demokratisk politiker. Han representerade delstaten Colorado i båda kamrarna av USA:s kongress, först i representanthuset 1947-1951 och sedan i senaten 1957-1963.
Carroll deltog i första världskriget i USA:s armé. Han avlade 1929 juristexamen vid Westminster Law School i Denver och inledde därefter sin karriär som advokat. Han var distriktsåklagare i Denver 1937-1941 och deltog sedan som officer i andra världskriget.
Carroll efterträdde 1947 Dean M. Gillespie som kongressledamot. Han efterträddes fyra år senare av Byron G. Rogers. Carroll var medarbetare åt Harry S. Truman 1951-1952.
Senator Eugene Millikin kandiderade inte till omval i senatsvalet 1956. Carroll vann valet och efterträdde Millikin i senaten i januari 1957. Carroll kandiderade 1962 till omval men besegrades av republikanen Peter H. Dominick med 53,6% av rösterna för Dominick mot 45,6% för Carroll.
Carrolls grav finns på Fort Logan National Cemetery i Denver.